# 風の中の少年
「風の中の少年」（かぜのなかのしょうねん）は、光GENJIの12枚目のシングル。1991年2月7日（木曜日）にポニーキャニオンから発売された。

## 概要
初期のナンバーに似た激しい恋心を歌った楽曲である。
シングルでは最後が風の音と共にフェードアウトして終わるが、ベスト・アルバム『SUPER BEST TRY to REMEMBER』ではTVやコンサートで披露する際に用いられたカットアウト・バージョンで収録されている。
「ミュージックステーション」（テレビ朝日）にて、デビュー前のSMAP（香取慎吾除く）、TOKIOがバックダンサーを務めたが、SMAPが先輩のバックを務めた最後の曲となった。

## 記録
売上枚数は、公称で16,3万枚。

## 収録曲
1. 風の中の少年
作詞：秋谷銀四郎 作曲：山口美央子 編曲：米光亮
2. TVの中のHERO
作詞：森浩美 作曲：和泉常寛 編曲：佐藤準